# Resolució 56 del Consell de Seguretat de les Nacions Unides
La Resolució 56 del Consell de Seguretat de les Nacions Unides, aprovada el 19 d'agost de 1948, havent rebut comunicacions del Mediador de les Nacions Unides sobre la situació a Jerusalem, el Consell va dirigir l'atenció dels governs i autoritats a la Resolució 54 del Consell de Seguretat de les Nacions Unides. El Consell va decidir que totes les parts involucrades tinguessin la responsabilitat directa de totes les forces regulars i irregulars, que utilitzessin tots els mitjans disponibles per evitar que es trenqués la treva i que qualsevol grup o individu que ho faci se li doni un judici ràpid.
El Consell també va decidir que cap part no podia violar la treva per motius de represàlies per una altra violació i que cap part tindria dret a obtenir avantatges militars o polítiques a través de la violació de la treva.
La resolució es va votar en parts. Com a tal, no s'ha produït cap votació sobre la totalitat de la resolució.